# Sancho de Castilla
Sancho Kastylijski, hiszp. Sancho de Castilla (ur. 1398 w Medina del Campo, zm. 1416) – wielki mistrz zakonu Alcantara w latach 1408–1416.
Czwarty syn Ferdynanda de Antequera, regenta Kastylii i Leónu oraz króla Aragonii, wnuk króla Jana I Kastylijskiego.
Po wstąpieniu ojca na tron aragoński jego bracia i on  byli określani jako Infanci Aragońscy (Infantes de Aragón).
Na wieść o śmierci poprzedniego mistrza jego rodzice nie ustawali w intrygach w celu zdobycia prestiżowego i dochodowego urzędu dla swojego syna. Dzięki poparciu zaufanego współpracownika, Sancho de Rojasa, wówczas biskupa Palencii, Ferdynandowi się to udało, pomimo niepełnoletności syna i głosów sprzeciwu wśród braci-rycerzy. Inauguracja rządów jego syna nastąpiła 23 stycznia 1409 w kościele św. Pawła w Valladolid. Sancho zginął w wieku 18 lat na skutek nieszczęśliwego upadku z konia.